# Helmut Schwarz (Regisseur)
Helmut Schwarz (* 31. Mai 1928 in Wien; † 31. Oktober 2009 ebenda) war ein österreichischer Regisseur, Dramaturg und Schriftsteller.

## Leben
Schwarz studierte Theaterwissenschaft, Germanistik und Anglistik, woraufhin er als Reporter für den Österreichischen Rundfunk tätig war und ein Volontariat an der Theatersammlung der Österreichischen Nationalbibliothek absolvierte.
Gemeinsam mit dem Regisseur Erich Neuberg gründete er 1948 das Theater der 49 am Wiener Naschmarkt, dessen Leitung er übernahm, 1951 gründete er das Theater am Parkring. Von 1951 bis 1963 wirkte er als Dramaturg am Wiener Burgtheater und verfasste in dieser Zeit mehrere Dramen, die im Theater in der Josefstadt, im Wiener Volkstheater oder im Landestheater Linz, aber auch an Spielstätten in Deutschland, der Schweiz und in Jugoslawien zur Aufführung kamen.
Von 1960 bis 1977 war er Direktor des Max Reinhardt Seminars und befasste sich in seinen theoretischen Werken zu den Themen Theaterregie und Theatererziehung. 1977 wurde er erstmals Rektor der Universität für Musik und darstellende Kunst Wien und übte dieses Amt bis 1984 aus. Auf die Ausgestaltung des 1983 verabschiedeten Kunsthochschul-Studiengesetzes nahm er von dieser Position aus entscheidenden Einfluss. Von 1988 bis 1992 übernahm er erneut die Rektorenstelle der Hochschule.
Schwarz wurde am Wiener Zentralfriedhof bestattet.

## Schriften

### Dramen
- Menschen in Not, 1951
- Seine letzte Berufung, 1952
- Arbeiterpriester, 1954
- Das Aushängeschild, 1960
- Die Beförderung, 1961
- Im Aschenregen, 1961
- Das Fehlurteil, 1966
- Auftrag Gerechtigkeit, 1971 (Sammlung)

### Sachliteratur (Auswahl)
- Regie. Idee u. Praxis moderner Theaterarbeit. Ein Leitfaden. Schünemann, Bremen 1965.
- Max Reinhardt und das Wiener Seminar. Bergland-Verlag, Wien 1973.

## Filmografie
- 1968: Theaterg'schichten durch Liebe, Intrige, Geld und Dummheit (Regisseur)
- 1969: Die Enthüllung (Drehbuch)
- 1971: Evol (Regisseur)